# Pedro Jacinto Valente
Pedro Jacinto Valente, O. Cristo (Santa Olália, 25 de março de 1683 - Santo Antão, 13 de agosto de 1747) foi um frei e prelado português da Igreja Católica, que serviu como bispo de Santiago de Cabo Verde.

## Biografia
Era coadjutor da Igreja de Santa Maria de Alcáçova em Évora, frei da Ordem de São Bento de Avis e da Ordem de Cristo.
Foi ordenado padre em 22 de setembro de 1731.
Tardou mais de cinco anos que a Coroa convencesse alguém a aceitar o bispado de Cabo Verde, então Dom Frei Pedro foi apresentado em 1752 e confirmado em 29 de janeiro de 1753 e recebeu a ordenação episcopal em 25 de julho do mesmo ano, na Sé de Lisboa, por Dom José Dantas Barbosa, arcebispo auxiliar de Lisboa, coadjuvado por Dom Hilário de Santa Rosa, O.F.M. Ref., bispo emérito de Macau e por Dom José Henrique Correa da Gama, bispo titular de Constantina.
Partiu de Lisboa em 25 de abril de 1754. Logo à sua chegada na Diocese em 13 de maio e depois de celebrar a primeira festa solene, se desentendeu com o Cabido. Baseado na bula Mater Misericordiarum do Papa Bento XIV, após o clima de animosidade tanto do clero local como dos habitantes, mudou para São Nicolau em 5 de junho. Porém, o marquês de Pombal nunca deu o beneplácito à bula, dado que tinha ficado desagradado por Dom Pedro se ter ausentado de Santiago sem sua ordem. Em 22 de fevereiro de 1755, desembarca em Santo Antão, de onde passa a administrar a diocese e o tribunal eclesiástico, com alguns clérigos da sua comitiva que empossara no cabido, dividindo na prática a diocese em duas, uma vez que o cabido dominado pelos padres locais permaneceu em Santiago.
Centrou a sua ação pastoral nas Ilhas de Barlavento, onde edificou novas igrejas, nomeadamente em Santo Antão onde erigiu na vila da Ribeira Grande um templo semelhante à sé mas de menores dimensões, edificou uma pequena ermida de Nossa Senhora da Penha de França, a igreja de Santo António no Tarrafal e a de Nossa Senhora da Piedade na Ribeira da Janela. Foi o primeiro de uma série de bispos que residiram foram de Santiago.
Morreu em 19 de janeiro de 1774 e foi sepultado no adro da capela de Nossa Senhora da Penha de França, na vila da Ribeira 
Grande em Santo Antão.